# Debí tirar más Fotos (cortometraje)
Debí tirar más Fotos es un cortometraje escrito y dirigido por el artista puertorriqueño nacido Benito Antonio Martínez Ocasio y Arí Maniel Cruz Suárez, el filme de 13 minutos cuenta con la participación del icónico cineasta Jacobo Morales — quien protagonizó el video promocional de Bad Bunny que anunció oficialmente su nuevo álbum — y el leal amigo de Morales, Concho (con la voz de Kenneth Canales).
El tema central del cortometraje es un pasaje por calles de Puerto Rico, lugar que, de acuerdo con los ojos del protagonista, ha cambiado mucho; una de las imágenes que más llamó la atención fue la fuerte presencia de personas de habla inglesa.

## Argumento
La historia comienza con Morales desenterrando una caja donde ha guardado algunas fotografías. La abre, pero le explica a su amigo Concho que desearía haber tomado aún más fotos en aquellos tiempos porque su memoria ya no es como solía ser. Mientras revisan las fotos antiguas, Morales sale a comprar comida. En su camino a la panadería, se da cuenta de que el barrio ha sido gentrificado. Encuentra a una familia que habla inglés y escucha música country, y el cajero de la panadería toma su pedido en inglés. Ah, y ya no aceptan efectivo.

## Sinopsis
Morales rememora sobre su vida y lamenta no haber “tirado más fotos”, evocando el nombre del nuevo disco. Luego se marcha andando a comprar comida y en el camino se da cuenta de que su barrio ha cambiado. Sus vecinos ahora son estadounidenses, hablan en inglés y escuchan rock anglosajón. Cuando llega a la panadería del pueblo, la cajera también le habla en inglés. Morales intenta pedir un sándwich de pastrami con queso de papa, un tipo de queso local similar al cheddar, pero la empleada no lo entiende; no sabe a qué se refiere cuando le pide “papa cheese” en spanglish.

## Reparto
- Jacobo Morales como señor
- Kenneth Canales como Concho
- Sarah Ann Leany como empleada
- Juan Pablo Díaz como Local